# Baoruco (La Ciénaga)
Bahoruco, perteneciente al Distrito Municipal de La Ciénaga, Provincia Barahona, tiene una población aproximada de siete mil (7,000) habitantes y una extensión territorial de aproximadamente 35 km² de superficie.
Bahoruco, constituye una pujante comunidad, que ha alcanzado un notable desarrollo en todas los órdenes, tanto en lo económico, como en lo social, cultural, religioso y agropecuario; con una alta producción agrícola de yautía, café, gandules, maíz, cítricos, etc. poseyendo, además, ricos yacimientos minerales, ganadería de gran auge, así como una importante actividad pesquera,
En la actualidad hay pocas fuentes de empleos al margen del sector gubernamental. En la zona montañosa se cultiva café y sus frutas asociadas, la  guanábana, llamada además la fruta local característica de esta comunidad, el mango,  guayaba, naranja, china, mamón, quenepa, caimito, etc. y cultivos de ciclo corto.
dado el auge logrado por el Distrito Municipal La Ciénaga y la Sección Bahoruco, son muchos los proyectos y programas que hacen factible que estas comunidades se desarrollen, manifestándose con una elevación de categoría dentro de la división territorial de la Provincia de Barahona.
Los límites territoriales del Distrito Municipal Bahoruco son:
Al Norte: Municipio de Barahona; 
Al Sur: Límites del pueblo de La Ciénaga; 
Al Este: Mar Caribe;
Al Oeste: Montañas de Bahoruco.
El Distrito Municipal Bahoruco estará integrado por las secciones El Arroyo, La Filipina y Juan Esteban; así como por los parajes: Chembe, La Trocha, Los Naranjos, Membrillos, La Péndula, El Cacao, Jimbi, Los Bienientes, Sibulebo, Travesia, Las Auyamas, Calabaza, Venganaver, Las Palmitas, Guancho, Guindadero, Los Pijaros, Los Franceses, Los Checehenes, Los Chupaderos, Los Hierros, y las demás parajes que conforman dichas secciones.
- Datos: Q60827592